# Marsilio

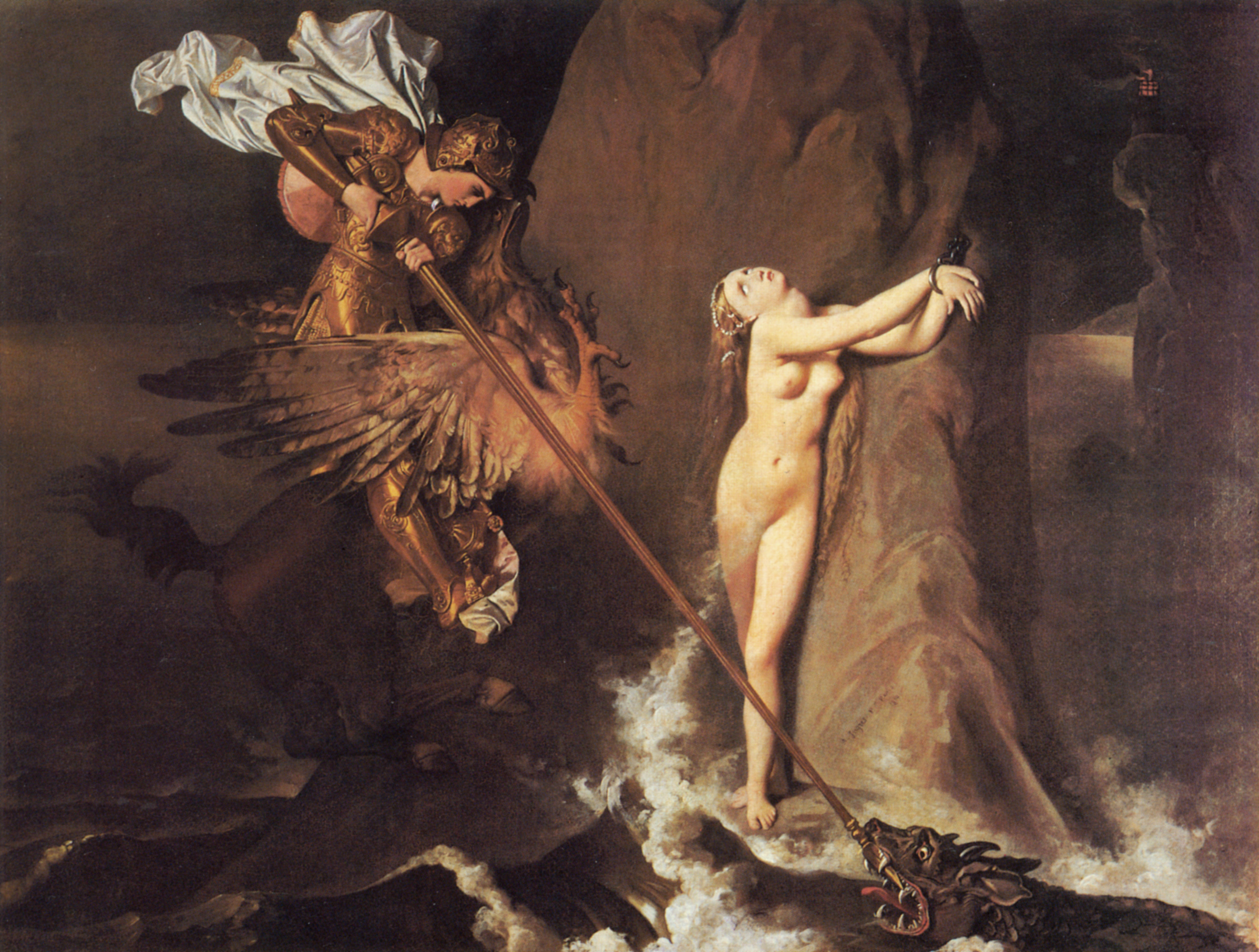
Representación pictórica de Jean Auguste Dominique Ingres.

Marsilio (también: Marsil, Marsile, Marsille, Marsilies, Marsilun, Marsiliuns) (- †778). Personaje legendario mencionado en la primitiva épica francesa, Cantar de Roldán (c. 1150), rey moro de Zaragoza, tío de Ferragus y Aelrot, hermano de Falsarón, sobrino de Marganice, esposo de Abraima. En Roncesvalles, Roldán le separó del cuerpo la mano derecha.
- Datos: Q3295049